# Thiago Camilo
Thiago Palmieri Camilo (São Paulo, 20 de setembro de 1984) é um automobilista brasileiro. Campeão do Campeonato Brasileiro de Marcas e Pilotos de 2011. Disputa a categoria Stock Car Brasil.

## Carreira
Filho do ex-piloto Bel Camilo, ingressou na Stock Light em 2001 (foi terceiro lugar nos dois anos em que participou) e na categoria principal em 2003. No ano de 2007, perdeu o vice-campeonato na última etapa para Rodrigo Sperafico e, em 2008, foi terceiro lugar com duas vitórias e uma pole.
Em 2009, na equipe de Vogel Motorsport foi vice campeão da categoria principal da Stock Car.
Em 2011 foi Campeão brasileiro de Marcas. Venceu duas vezes a corrida do milhão da Stock Car (2011 e 2012). Participou da Copa Fiat, obtendo uma vitória em 2012.
Em 2013 chegou a ultima corrida como líder da Stock Car, porém perdeu o título e terminou com o vice campeonato pela equipe RCM Motorsport.
Thiago Camilo detém o recorde de vitórias sem nunca ter sido campeão da Stock Car, com 18 triunfos o paulista foi vice em 2009 e 2013, além de terminar em terceiro em 2007 e 2008. Também possui 43 pódios e 13 pole position na categoria.

## Resultados na Stock Car

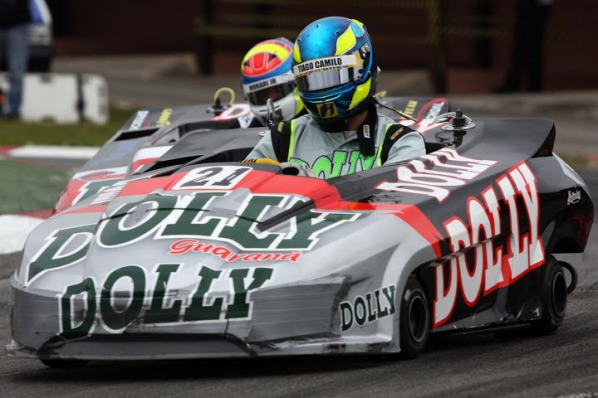
Thiago Camilo nas 500 Milhas de Kart da Granja Viana, em 2009.

Corrida em negrito significa pole position; corrida em itálico significa volta mais rápida)
| Ano  | Equipe           | Carro            | 1       | 2       | 3       | 4       | 5       | 6       | 7       | 8       | 9       | 10      | 11      | 12      | Classificação | Pontos |
| ---- | ---------------- | ---------------- | ------- | ------- | ------- | ------- | ------- | ------- | ------- | ------- | ------- | ------- | ------- | ------- | ------------- | ------ |
| 2003 | RC Competições   | Chevrolet Astra  | CTB 7   | CGD Ret | SAO 6   | RIO Ret | LON 7   | SAO Ret | CTB Ret | CGD Ret | RIO Ret | BSB Ret | CTB Ret | SAO 10  | 17º           | 34     |
| 2004 | Vogel Motorsport | Chevrolet Vectra | CTB 9   | SAO 2   | TAR Ret | LON 10  | RIO 2   | SAO 17  | CTB Ret | LON 19  | RIO 6   | BSB 2   | CGD 2   | SAO 1   | 4º            | 128    |
| 2005 | Vogel Motorsport | Chevrolet Astra  | SAO Ret | CTB Ret | RIO 1   | SAO Ret | CTB Ret | LON 21  | BSB 12  | SCZ Ret | TAR 4   | ARG Ret | RIO 3   | SAO 5   | 7º            | 71     |
| 2006 | Vogel Motorsport | Chevrolet Astra  | SAO 8   | CTB 4   | CGD Ret | SAO 2   | LON 25  | CTB 1   | SCZ 5   | BSB 4   | TAR Ret | ARG 5   | RIO 7   | SAO Ret | 6º            | 237    |
| 2007 | Vogel Motorsport | Chevrolet Astra  | SAO 23  | CTB 2   | CGD 2   | SAO 5   | LON 1   | SCZ Ret | CTB Ret | BSB 8   | ARG 2   | TAR 6   | RIO Ret | SAO Ret | 3º            | 247    |
| 2008 | Vogel Motorsport | Chevrolet Astra  | SAO 2   | BSB 5   | CTB 6   | SCZ Ret | CGD 5   | SAO 2   | RIO 4   | LON 1   | CTB 3   | BSB 10  | TAR 4   | SAO 1   | 3º            | 277    |
| 2009 | Vogel Motorsport | Chevrolet Vectra | SAO Ret | CTB 3   | BSB 7   | SCZ DSQ | SAO 27  | SAL Ret | RIO 7   | CGD 1   | CTB 4   | BSB 8   | TAR 7   | SAO 1   | 2º            | 269    |
| 2010 | Vogel Motorsport | Chevrolet Vectra | SAO 18  | CTB 6   | VEL Ret | RIO Ret | RBP 20  | SAL 2   | SAO 5   | GGD DSQ | LON Ret | SCZ DSQ | BSB 3   | CTB DSQ | 12º           | 56     |
| 2011 | RCM Motorsport   | Chevrolet Vectra | CTB 1   | SAO 4   | RBP 8   | VEL 2   | CGD 4   | RIO 3   | SAO 1   | SAL 1   | SCZ Ret | LON Ret | BSB 18  | VEL 9   | 8º            | 232    |
| 2012 | RCM Motorsport   | Chevrolet Sonic  | SAO 2   | CTB Ret | VEL Ret | RBP 6   | LON 4   | RIO 2   | SAL 7   | CAS 16  | TAR 1   | CTB Ret | BSB 21  | SAO 1   | 5º            | 158    |
| 2013 | RCM Motorsport   | Chevrolet Sonic  | SAO 19  | CTB 3   | TAR 2   | SAL 3   | BSB 3   | CAS 9   | RBP 1   | CAS 5   | VEL 8   | CTB 2   | BSB 1   | SAO 6   | 2º            | 215    |

### Stock Car após 2014
Corrida em negrito significa pole position; corrida em itálico significa volta mais rápida.
| Ano  | Equipe         | Carro           | 1       | 2      | 3       | 4      | 5     | 6      | 7     | 8     | 9      | 10    | 11     | 12    | 13    | 14      | 15    | 16    | 17    | 18    | 19    | 20     | 21      | Classificação | Pontos |
| ---- | -------------- | --------------- | ------- | ------ | ------- | ------ | ----- | ------ | ----- | ----- | ------ | ----- | ------ | ----- | ----- | ------- | ----- | ----- | ----- | ----- | ----- | ------ | ------- | ------------- | ------ |
| 2014 | RCM Motorsport | Chevrolet Sonic | SAO Ret | SCZ 21 | SCZ Ret | BSB 10 | BSB 1 | GOI 10 | GOI 1 | GOI 2 | CAS 16 | CAS 9 | CTB 14 | CTB 7 | VEL 9 | VEL DSQ | SCZ 1 | SCZ 9 | TAR 5 | TAR 6 | SAL 8 | SAL 18 | CTB Ret | 6º            | 174,5  |

## Resultados no Brasileiro de Marcas
Corrida em negrito significa pole position; corrida em itálico significa volta mais rápida.
| Ano  | Equipe                   | Carro           | 1     | 2     | 3     | 4     | 5     | 6       | 7       | 8     | 9     | 10    | 11    | 12    | 13    | 14    | 15    | 16    | Classificação | Pontos |
| ---- | ------------------------ | --------------- | ----- | ----- | ----- | ----- | ----- | ------- | ------- | ----- | ----- | ----- | ----- | ----- | ----- | ----- | ----- | ----- | ------------- | ------ |
| 2011 | Carlos Alves Competições | Chevrolet Astra | TAR 7 | TAR 1 | SAO 4 | SAO 1 | RIO 6 | RIO Ret | VEL 6   | VEL 8 | BSB 1 | BSB 1 | RIO 1 | RIO 3 | LON 8 | LON 1 | CTB 6 | CTB 6 | 1º            | 257    |
| 2012 | Carlos Alves Competições | Chevrolet Cruze | SAO 8 | SAO 1 | BSB 7 | BSB 2 | CTB 4 | CTB DSQ | RIO Ret | RIO 1 | VEL   | VEL   | TAR   | TAR   | LON   | LON   | CTB   | CTB   | 11º           | 101    |
| 2013 | Amir Nasr Racing         | Ford Focus      | SAO   | SAO   | BSB   | BSB   | SAO 4 | SAO Ret | CTB     | CTB   | BSB   | BSB   | TAR   | TAR   | CAS   | CAS   | CTB   | CTB   | 26º           | 14     |
| 2014 | Full Time Sports         | Honda Civic     | TAR   | TAR   | BSB   | BSB   | SAO   | GOI     | GOI     | CTB 3 | CTB 1 | VEL   | VEL   | CTB   | CTB   | GOI   | GOI   |       | 16º           | 41     |

## Resultados na Copa Fiat Brasil
Corrida em negrito significa pole position; corrida em itálico significa volta mais rápida.
| Ano  | Equipe                | Carro      | 1      | 2      | 3      | 4      | 5      | 6       | 7       | 8     | 9       | 10    | 11      | 12      | Classificação | Pontos |
| ---- | --------------------- | ---------- | ------ | ------ | ------ | ------ | ------ | ------- | ------- | ----- | ------- | ----- | ------- | ------- | ------------- | ------ |
| 2010 | Engmakers Racing Team | Fiat Linea | RIO 11 | RIO 15 | LON 12 | LON 10 | SAO 15 | SAO Ret | CTB DSQ | CTB 5 | BSB Ret | BSB 6 | SCZ Ret | SCZ 4   | 17º           | 18     |
| 2012 | Pater Racing          | Fiat Linea | LON    | GOI    | GOI    | CTB    | CTB    | CTB     | SAO     | SAO   | BSB 4   | BSB 4 | VEL 1   | VEL DNS | 9º            | 38     |